# St. Martin (Langenhaslach)

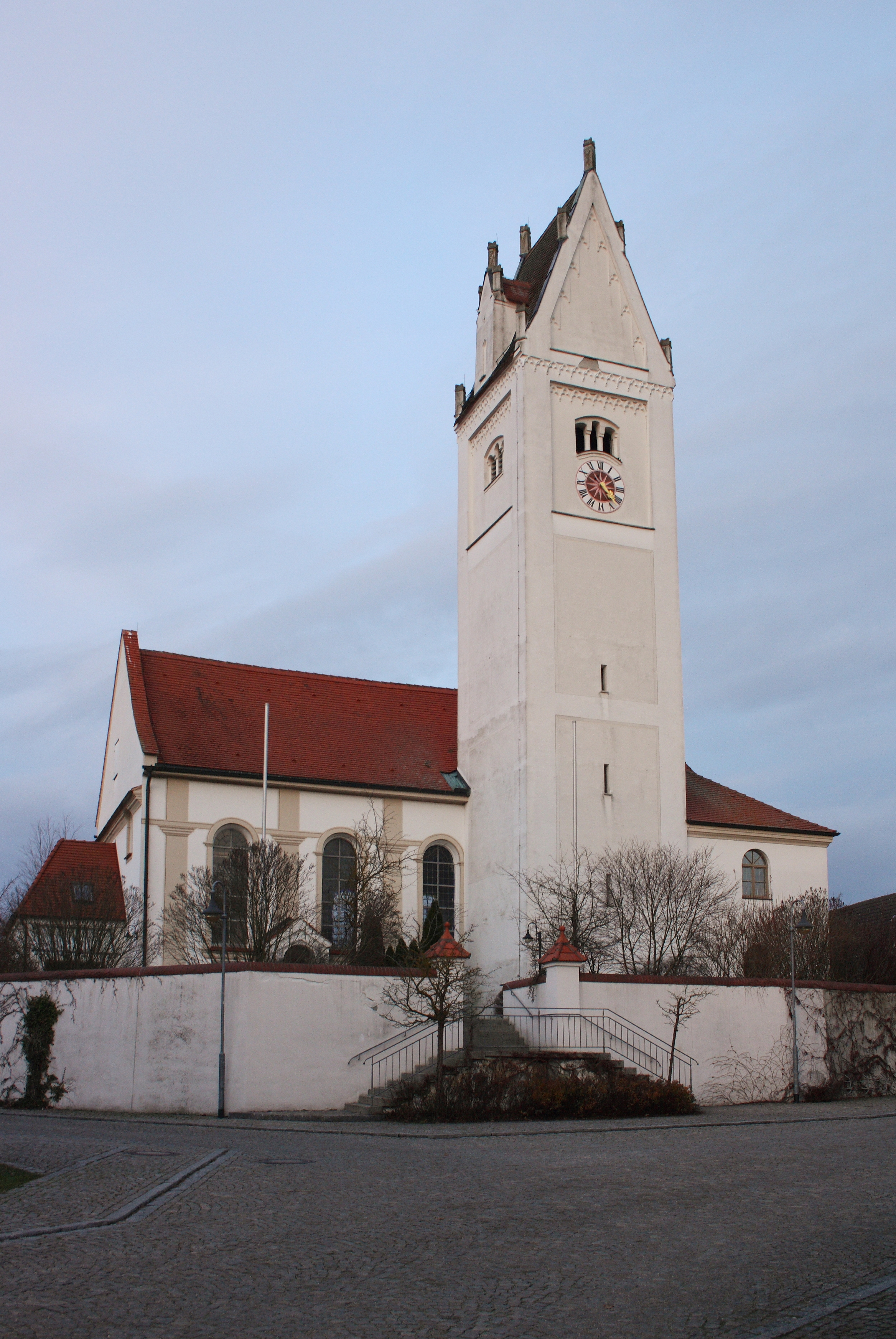
St. Martin in Langenhaslach

Die römisch-katholische Pfarrkirche St. Martin steht in Langenhaslach, einem Gemeindeteil des Marktes Neuburg an der Kammel im schwäbischen Landkreis Günzburg in Bayern. Das Bauwerk ist  in der Liste der Baudenkmäler in Neuburg an der Kammel als Baudenkmal unter der Nr. D-7-74-162-28 eingetragen. Die Kirche gehört zum Dekanat Günzburg des Bistums Augsburg.

## Beschreibung

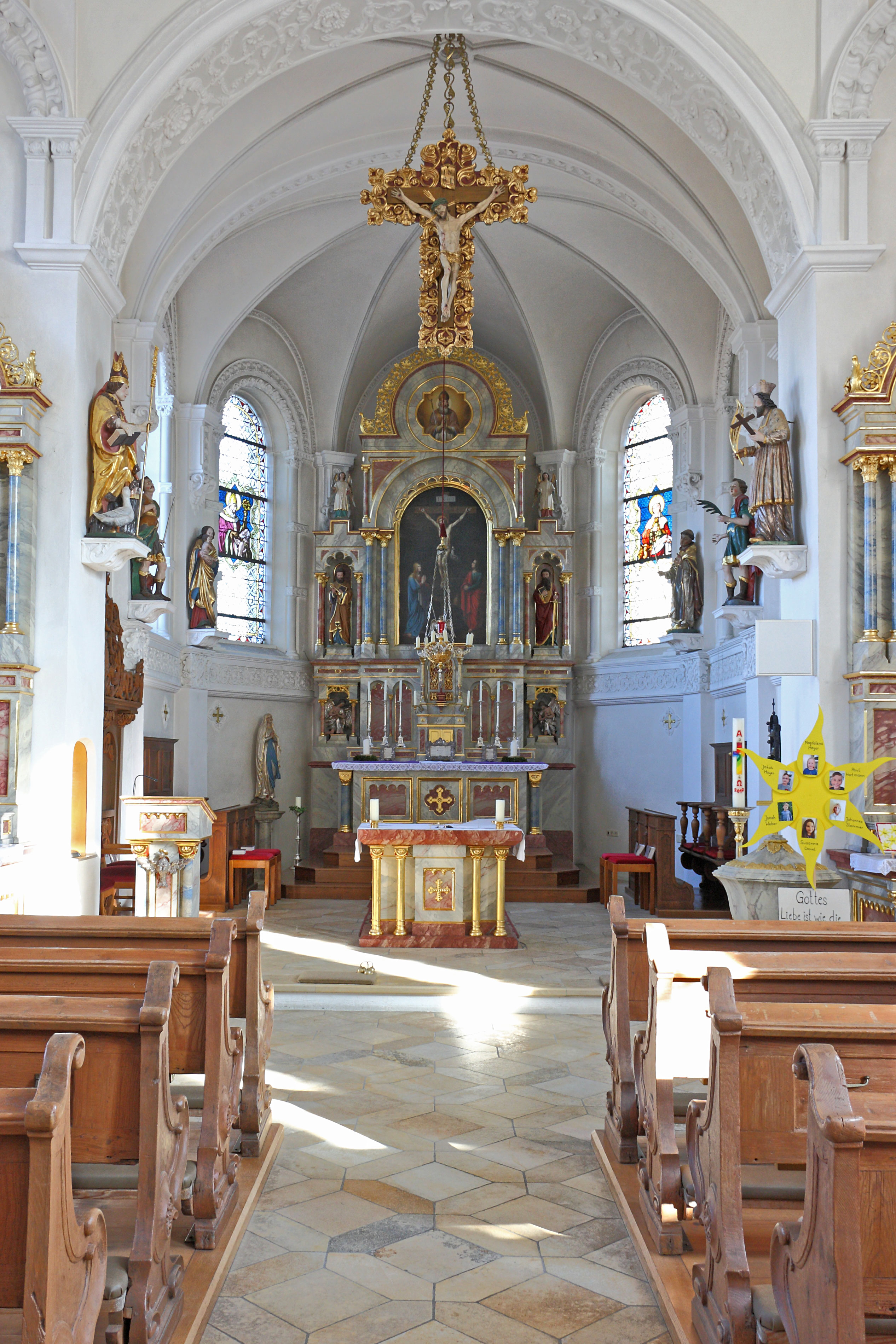
Blick zum Chor

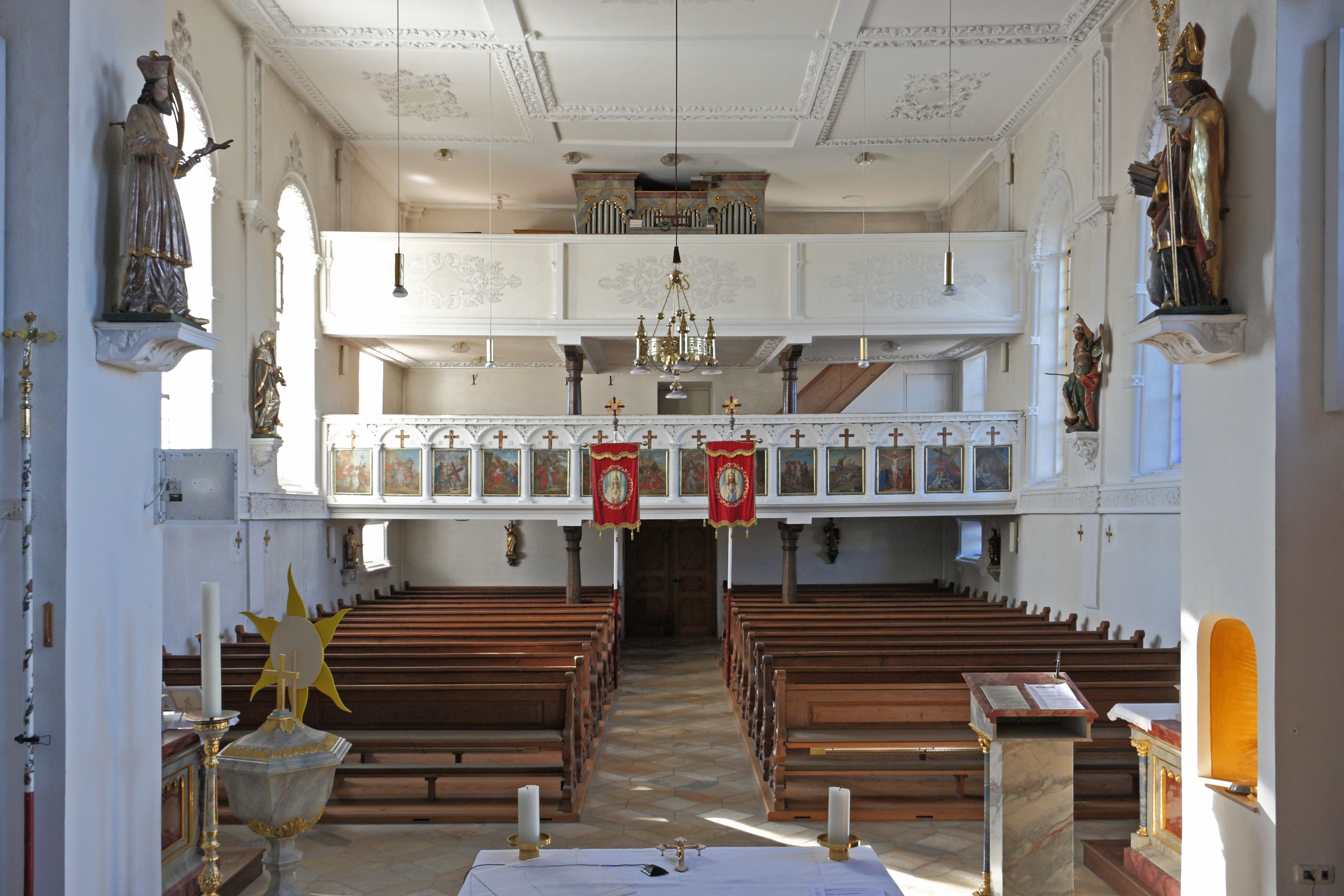
Blick zur Orgel

Die unteren Geschosse des spätgotischen Kirchturms aus der 2. Hälfte des 15. Jahrhunderts sind die ältesten Teile der Saalkirche. An ihn wurden 1737 auf den Grundmauern des Vorgängerbaus nach Norden das mit Pilastern gegliederte Langhaus und an diesen nach Osten der eingezogene Chor mit Fünfachtelschluss errichtet. Der Kirchturm wurde mit einem Geschoss aufgestockt, das die Turmuhr und hinter den als Triforien gestalteten Klangarkaden den Glockenstuhl mit fünf Kirchenglocken beherbergt, und quer mit einem Satteldach bedeckt, an dessen Giebeln Fialen angebracht sind. Der Innenraum des Langhauses ist mit einer Flachdecke überspannt, der des Chors mit einem Kreuzrippengewölbe von 1906. Auf dem Altarretabel des Hochaltars von 1848 ist die Kreuzigung dargestellt. Ein um 1625 gestaltetes Kruzifix wird Christoph Rodt zugeschrieben.

## Orgel
Die Orgel mit 15 Registern auf zwei Manualen und Pedal wurde 1914 von Behler & Waldenmaier erbaut. Die Disposition lautet:
| I Manual C–f3    |    |
| Principal        | 8′ |
| Flute harmonique | 8′ |
| Gamba            | 8′ |
| Dolce            | 8′ |
| Octav            | 4′ |

| II Manual C–f3   |        |
| Lieblich Gedeckt | 8′     |
| Salicional       | 8′     |
| Vox coelestis    | 8′     |
| Flöte traverse   | 4′     |
| Quintflöte       | 2 ⁄3′  |
| Piccolo          | 2′     |
| Terzflöte        | 1 3⁄5′ |

| Pedal C–d1   |     |
| Subbaß       | 16′ |
| Stillgedeckt | 16′ |
| Violon       | 8′  |

- Koppeln: II/I, Super II/I, Sub II/I, I/P, II/P
- Spielhilfen: Registerschweller
- Bemerkungen: Kegellade, pneumatische Traktur, freistehender Spieltisch, vierteiliger Prospekt in neugotischem Gehäuse